# Meerstal

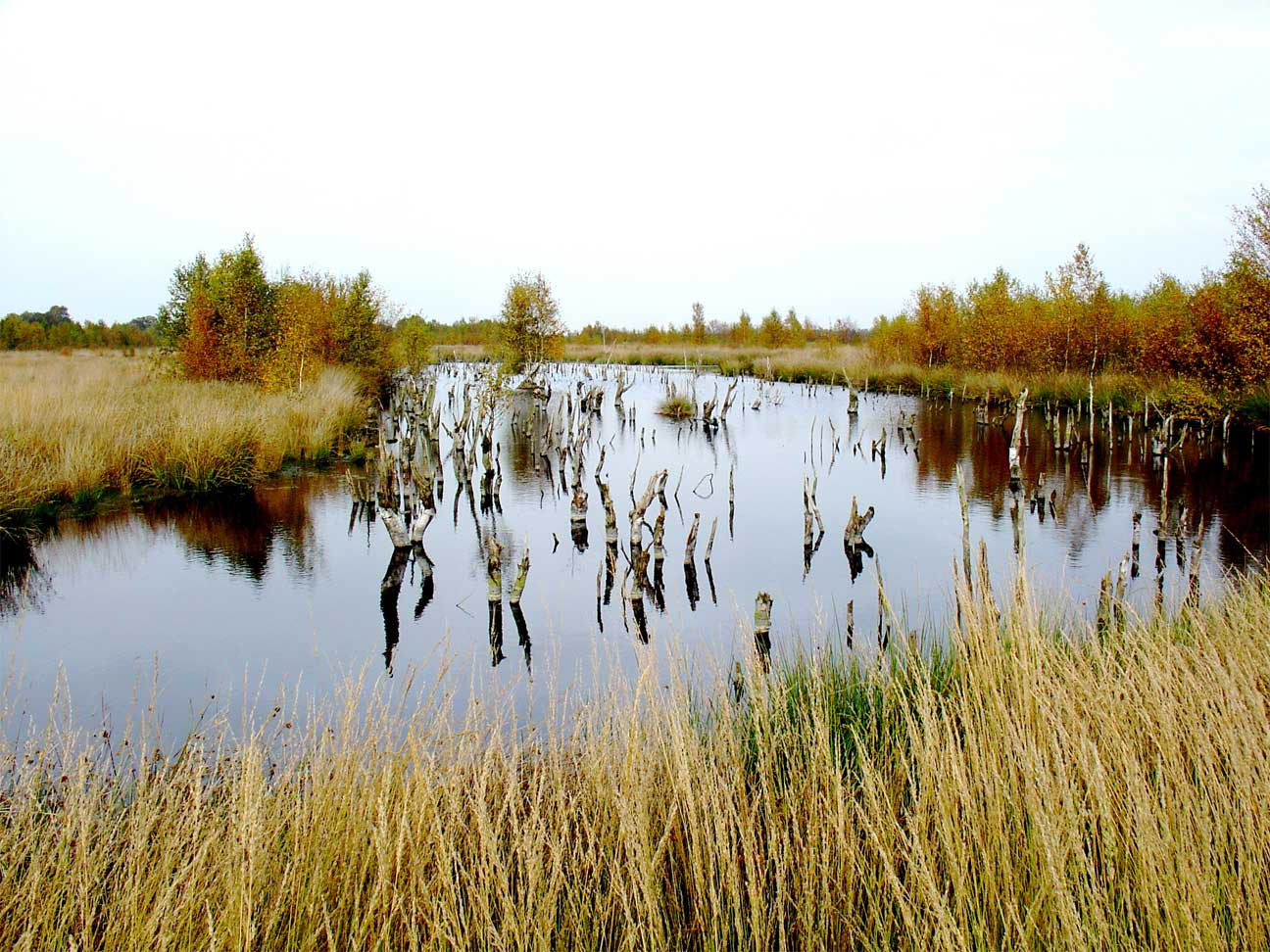
Meerstal in het Bargerveen

Een meerstal is een natuurlijk gevormde plas in actief, levend hoogveengebied. Een meerstal vormt zich door de groei van een hoge veenbult in de naaste omgeving, die zijn water loost op een lagere, vaak zanderig gebleven plek. Vaak, maar niet altijd, werd het water uit het hoogveen via meerstallen en vervolgens door veenriviertjes afgevoerd.
De term meerstal is ontstaan in de veengebieden van Noordoost-Nederland. Een voorbeeld hiervan was het Bellingwoldermeer. In de  Peel in Noord-Brabant gebruikte men voor zo'n plas de term doodlegger (ook wel doodleger of doolegger). In de Peel zijn er echter geen voorbeelden meer van over. Het reeds halverwege de 19e eeuw verdwenen Soemeer was waarschijnlijk een doodlegger.
Met het afgraven van de hoogveengebieden zijn de meeste meerstallen verdwenen. In Dedemsvaart bestaat nog de Kotermeerstal, die gebruikt wordt als recreatieplas/viswater en ook in het Witterveld bij Assen bestaan nog twee voorbeelden, waaronder het Meeuwenmeer. Het Schildmeer was van oorsprong een meerstal, die wel kleiner was dan het huidige meer. In het Meerstalblok, een niet verveend deel van het natuurgebied Bargerveen, zijn nog meerstallen aanwezig. Dit natuurgebied ligt ten zuiden van het dorp Zwartemeer in Zuidoost-Drenthe en wordt beheerd door Staatsbosbeheer.
Men zou meerstallen kunnen verwarren met sommige soorten vennen, zoals de in uitgeveende laagten ontstane plasjes of veentjes in pingoruïnes. Van oorsprong waren meerstallen echter open wateren binnen een groot veengebied, terwijl vennen kleinschalige plasjes of veentjes zijn binnen een zandig heidegebied.
Tientallen meren in Groningen en Friesland zijn ontstaan als meerstal. Dat geldt ook voor het kleigebied, waar deze meren vaak het restant vormen van een overspoeld groter veengebied dat  door kleiafzettingen is overdekt. Nadat het veen was verdwenen, kwam de bodem van het meer lager te liggen dan zijn omgeving, die grotendeels uit opgeslibde klei bestond.